# Per Nørgård
Per Nørgård (ur. 13 lipca 1932 w Gentofte, zm. 28 maja 2025 w Kopenhadze) – duński kompozytor i teoretyk muzyki.

## Życiorys
Od siedemnastego roku życia uczył się prywatnie u Vagna Holmboego . W latach 1952–1955 kształcił się w Duńskiej Królewskiej Akademii Muzycznej pod kierunkiem Vagna Holmboego i Finna Høffdinga. Następnie w latach 1955–1957 studiował u Nadii Boulanger w Paryżu .
W latach 1958–1960 był wykładowcą w Fyenske Musikkonservatorium w Kopenhadze i w Duńskiej Królewskiej Akademii Muzycznej . Od 1964 wykładał w Det Jyske Musikkonservatorium w Aarhus, w ramach którego utworzył liczącą się klasę kompozycji, przyciągającą młodą generację duńskich kompozytorów, taki jak Hans Abrahamsen, Henrik Ehland Rasmussen i Bent Sørensen. 
W 1994 Nørgård przeszedł na emeryturę .

## Twórczość kompozytorska

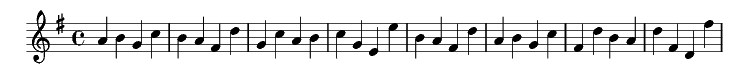
Seria nieskończoności (Uendelighedsrækken) G-dur; pierwsze 32 takty

Od lat 60. analizował techniki modernistyczne stosowane w Europie, skupiając się zwłaszcza na serializmie. W 1975 ostatecznie opracował własną technikę kompozycyjną, którą nazwał serią nieskończoności (dun. Uendelighedsrækken) . „Seria nieskończoności jest rodzajem hierarchicznej struktury zbliżonej do fraktalu, w której utwór rozwija się z niewielkiego motywu «odradzającego» się następnie w głębszych warstwach”. 
W latach 80. zafascynował się pracami cierpiącego na schizofrenię malarza Adolfa Wölfliego, przedstawiciela art brut z I połowy XX wieku. Ta fascynacja na pewien czas zmieniła jego styl, w którym zaczęła dominować niemal ekspresjonistyczna skłonność do emocjonalnych skrajności, które znalazły wyraz w jego IV symfonii . 

## Nagrody i wyróżnienia
- 1961 – laureat Międzynarodowego Konkursu Fundacji „Gaudeamus”[3]
- 1974 – Nordic Council Music Prize (Dania, Islandia, Nowergia, Szwecja, Finlandia)[3]
- 1991 – Nagroda Fundacji Muzycznej Léonie Sonning (Dania)
- 2000 – Nagroda Kompozytorska Wilhelma Hansena[4]

## Wybrane kompozycje
(na podstawie materiałów źródłowych )
|  | - I symfonia Sinfonia austera (1953–1955) - II symfonia (1970) - III symfonia (1972–75) - IV symfonia Indian Rose Garden and Chinese Witch’s Lake (1981) - V symfonia (1990) - VI symfonia At the End of the Day (1998–1999) - VII symfonia (2006) - VIII symfonia (2011) - Koncert na akordeon Recall (1968) - I koncert wiolonczelowy Between (1985) - II koncert wiolonczelowy Momentum (2009) - I koncert na harfę King, Queen and Ace (1988/2012) - II koncert na harfę through thorns... (2003) - Koncert fortepianowy Koncert in due tempi (1994–1995) - I koncert na perkusję For a Change (1983) - II koncert na perkusję Bach to the Future (1997/2010) - I koncert na altówkę Remembering Child (1986) - I koncert skrzypcowy Helle Nacht (1986–1987) - II koncert skrzypcowy Borderlines (2002) | - Labyrinten (1963) - Gilgamesh (1972) - Siddharta (1974–1979) - Der Göttliche Tivoli (The Divine Circus), wg Adolfa Wölfliego (1982) - Orfeus: Den uendelige sang (1988) - Nuit des Hommes, wg Apollinaire’a (1996) - 8 kwartetów smyczkowych, w tym VII kwartet Night Descendin (1997) - Aspects of Leaving na orkiestrę kameralną (1997) - Håndslag na perkusję i orkiestrę kameralną (2000) - Delta na saksofon, altówkę i wiolonczelę (2005) - Lysning na orkiestrę smyczkową (2006) - Snip Snap na orkiestrę kameralną (2006) - Tæt PætEn Lys Time na perkusję (2008) - Trio Breve na skrzypce, wiolonczelę i fortepian (2012) - Remembering Child na altówkę (lub wiolonczelę) i orkiestrę kameralną (1986/2013) - Orgelbogen: 17 præludier og koralfantasier na organy (1955–2015) - Arabesque na perkusję (2011) - Cantica Concertante na wiolonczelę solo i orkiestrę kameralną (2012) |